# Phyllophaga densicollis
Phyllophaga densicollis är en skalbaggsart som beskrevs av Leconte 1863. Phyllophaga densicollis ingår i släktet Phyllophaga och familjen Melolonthidae. Inga underarter finns listade i Catalogue of Life.